# فاني تشارلز ديلون
فاني تشارلز ديلون (بالإنجليزية: Fannie Charles Dillon)‏ هي معلمة موسيقى وعازفة بيانو وملحنة أمريكية، ولدت في 16 مارس 1881 في دنفر في الولايات المتحدة، وتوفيت في 21 فبراير 1974 في ألتادينا في الولايات المتحدة.

## وصلات خارجية
- فاني تشارلز ديلون على موقع ميوزك برينز (الإنجليزية)
- فاني تشارلز ديلون على موقع ديسكوغز (الإنجليزية)